# Kirsten van den Hul
Kirsten van den Hul, née le 18 août 1976 à Bathmen, est une écrivaine, éditorialiste et femme politique néerlandaise. Membre du Parti travailliste (PvdA), elle est représentante à la Seconde Chambre des États généraux depuis le 23 mars 2017.

## Biographie

### Jeunesse et expatriation
Soviétologue et spécialiste du monde arabe, Van den Hul est diplômée de l'université d'Amsterdam. Elle commence sa vie professionnelle au Fund for Central and East European Book Projects, une organisation non-gouvernementale soutenant les publications indépendantes en Europe de l'Est, ainsi qu'au Mama Cash, un projet de collecte de fonds international pour les femmes. Elle s'installe en Tunisie pour apprendre l'arabe.

### Carrière éditorialiste

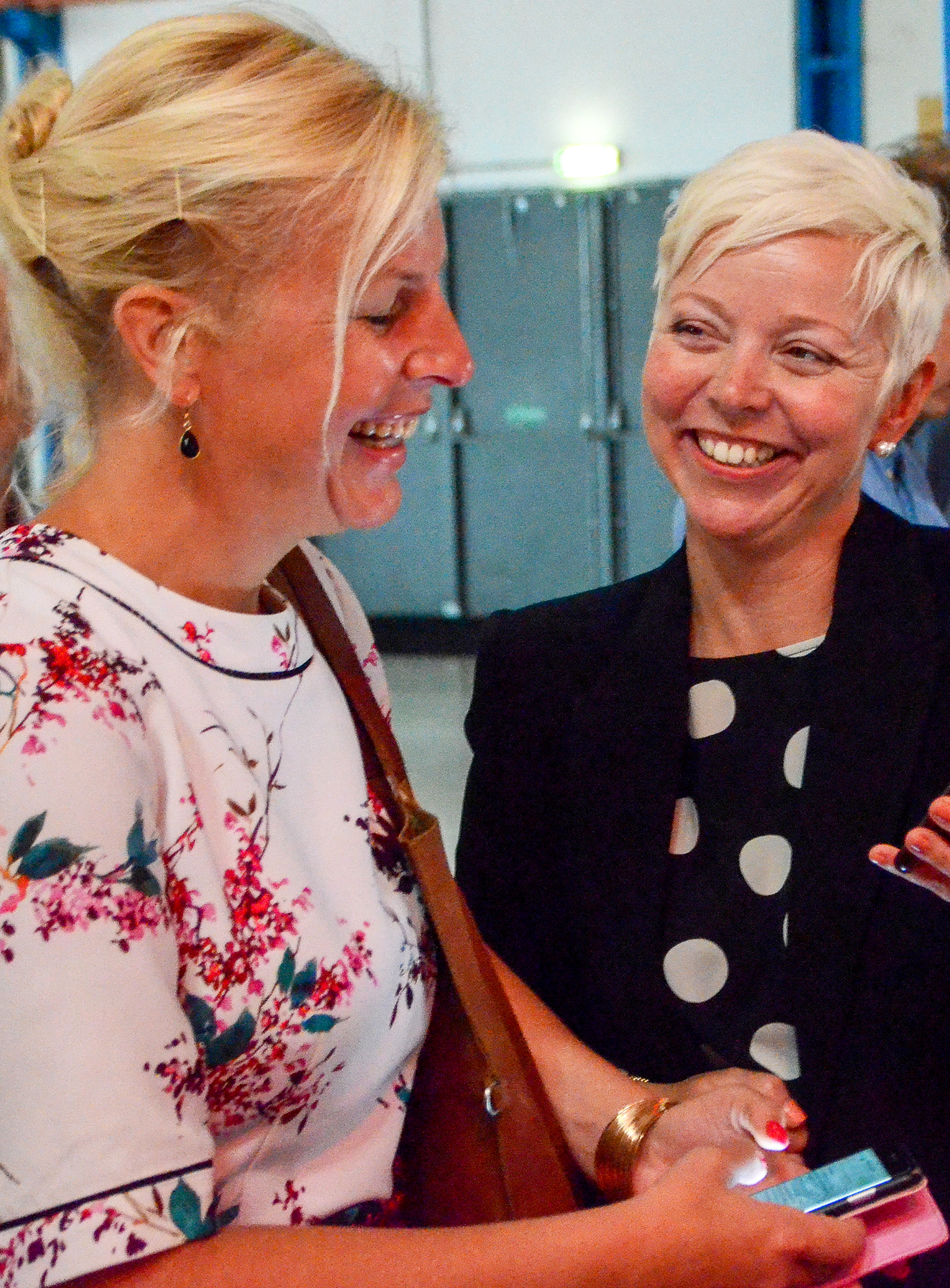
Kirsten van den Hul (droite) avec Attje Kuiken, en 2018.

De retour aux Pays-Bas, elle écrit des opinions pour le journal Algemeen Dagblad de 2012 à 2015 puis Trouw à partir de 2015. Choisie comme représentante des femmes néerlandaises dans la délégation nationale à l'Assemblée générale des Nations unies en 2011, elle gagne le prix Joke Smit du gouvernement des Pays-Bas pour l'émancipation des femmes en 2013, des mains de la ministre de l'Éducation, de la Culture et de la Science, Jet Bussemaker.

### Engagement politique
Placée en huitième position sur la liste travailliste aux élections législatives de 2017, elle est élue à la Seconde Chambre. Dans ses travaux parlementaires, elle touche aux sujets de l'éducation, de la protection des droits, ainsi que de la politique étrangère.
Kirsten van den Hul est porte-parole de la faction travailliste à la Seconde Chambre pour les questions relatives à l'éducation, aux sciences, aux médias, à l'émancipation, au commerce extérieur et à la coopération pour le développement.
Depuis octobre 2022, elle est directrice de DutchCulture, une organisation néerlandaise de coopération culturelle internationale.